# Google Now
Google Now era un software di assistenza personale intelligente della società Google Inc. per le piattaforme Android e iOS.
Il 29 aprile 2013, Google ha introdotto all'interno della sua app di ricerca per iOS il servizio di Google Now.
Un'estensione dell'applicazione nativa Google Search (ricerca), Google Now usa una interfaccia utente in lingua naturale per rispondere alla domande, dare consigli ed eseguire azioni, delegando le richieste a una serie di servizi web.
Grazie all'archiviazione delle ricerche abituali fatte dall'utente, Google Now prova anche a prevedere cosa l'utente desideri la prossima volta. Fu incluso per la prima volta nella versione 4.1 (Jelly Bean) di Android e supportato per la prima prova dal telefono cellulare Samsung Galaxy Nexus.
La prima volta che si parlò di questo sistema fu nel 2011, quando il nome in codice del progetto era Majel.
Il 22 aprile 2012 è stata pubblicata la beta in russo per Google Chrome.
Dal 2015, Google ha iniziato gradualmente a eliminare i riferimenti al termine "Google Now" nell'app Google, sostituendo "Schede Now" con "feed". Al Google I/O 2016, Google ha presentato il suo nuovo assistente virtuale chiamato Assistente Google, pensato come un'evoluzione di Google Now. A differenza di Google Now, tuttavia, l'Assistente può interagire con l'utente tramite conversazioni più naturali.